# Зарифьян, Анэс Гургенович
Анэс Гургенович Зарифьян (род. 22 ноября 1946, Бишкек, Киргизская ССР, СССР) — советский и киргизский учёный-медик, поэт и автор-исполнитель. Почётный гражданин города Бишкек.

## Биография
Родился 22 ноября 1946 года во Фрунзе в семье Гургена Вагановича Зарифьяна и Любови Исааковны Зарецкой. Его родители познакомились в 1942 году во Фрунзе, куда отец был направлен по партийно-хозяйственной линии из Москвы в довоенный период, а мать эвакуировалась из Харькова в начале Великой Отечественной войны. Отец занимал руководящие посты в системе Киргизпотребсоюза, после чего был переведён в Казахстан. Мать руководила Фрунзенской фабрикой индивидуальных заказов.
| Да я и сам порой в смятении: Каких корней? каких кровей? Наполовину сын Армении, На долю равную – еврей. Но каждой кровной половиною, Куда б судьба ни занесла, Тянусь я к Азии с повинною, Где вся-то жизнь моя прошла. У сердца нет национальности – И бог с ней, с пятою графой! В тисках удушливой реальности Спасаюсь певчею строфой. Бежит по жилам смесь гремучая, С которой мало кто знаком. А по ночам себя я мучаю Чистейшим русским языком.— А. Г. Зарифьян, 1980 | Когда евреев унижают, я — еврей; Когда армян — абрек, взращенный на Кавказе. Тронь азиатов — честь Большой и Малой Азий Во мне взыграет. Презираю дикарей, Народы мерящих пещерным взглядом узким. Лягни Россию кто, — немедля стану русским. Иной морали не приму — умру скорей!— А. Г. Зарифьян, 1998 |

## Научно-преподавательская деятельность
Окончил с отличием Кыргызский Государственный Медицинский Институт и сразу же был оставлен в нём на педагогическую работу. Учился в аспирантуре при кафедре нормальной физиологии КГМИ, защитив кандидатскую диссертацию в 1974 г. Затем работал ассистентом кафедры, далее — с.н.с., зав. отделением ЦНИЛа КГМИ.
В 1978 г. его перевели на должность проректора по научной работе Кыргызского Госинститута физической культуры, где он одновременно преподавал на кафедре физиологии и биохимии, получив звание доцента в 1980 г., профессора — в 1988 г. и став затем заведующим данной кафедрой.
С 1994 г. работает в Кыргызско-Российском Славянском университете, пройдя по конкурсу на должность зав. кафедрой физиологических дисциплин и декана медицинского факультета. В течение 3-х лет являлся и проректором по культуре университета.
Профессиональная деятельность А. Г. Зарифьяна была постоянно связана с подготовкой высококвалифицированных кадров для сфер здравоохранения и физической культуры, а его научные интересы — с проблемами медицинской педагогики, физиологии человека, вопросами горной адаптации, охраны здоровья населения.
Он — высокоэрудированный педагог и организатор учебного процесса, воспитавший не одно поколение студентов. Автор и соавтор более 140 научных трудов, в том числе 4-х монографий, учебного руководства, курсов лекций, десятков учебно-методических пособий и научных статей.
Ещё в кандидатской диссертации, выполненной в 1970-е годы под руководством академика С. Б. Даниярова, А. Г. Зарифьян получил новые оригинальные данные о регуляции сердца в условиях высокогорья, позволившие выдвинуть концепцию о «горной ваготонии», изложенную в монографии «Высокогорье и вегетативная нервная система», выпущенной в свет издательством «Медицина».
Книга С. Б. Даниярова и А. Г. Зарифьяна «Работа сердца» была признана Минздравом СССР как одна из лучших в ряду учебных изданий по нормальной физиологии и рекомендована к использованию во всех медвузах страны.
Данные, полученные ученым, вошли в Академическое Руководство по физиологии, выпущенное издательством «Наука» (Ленинград).
Работая в институте физкультуры, А. Г. Зарифьян много занимался медико-биологическими аспектами физвоспитания и спорта, их оздоровительным влиянием на организм. Возглавлял исследования по изучению воздействия высокогорья на тренированных и нетренированных людей, руководил НИР по всесоюзной проблеме «Здоровье студентов», являлся председателем Научного совета Госкомспорта, председателем секции здравоохранения и физвоспитания НТС Минвуза республики, заместителем председателя республиканского Совета по НИРС, одним из разработчиков программы «Здоровье населения г. Фрунзе».
С 1994 г. А. Г. Зарифьян возглавил работу по открытию в КРСУ медицинского факультета, став его первым деканом и заведующим кафедрой. Сейчас он активно занимается вопросами реформирования высшего медицинского образования, апробируя на факультете новые учебные программы и методы преподавания. По инициативе декана существенно модернизирован учебный план, введены новые циклы: медико-психологический, информатика, эстетическое воспитание и др. Подготовка будущих врачей ведется по 3-м специальностям: лечебному делу, педиатрии и стоматологии. Через Минздрав и Минобразования и науки России открыты: клинординатура (по 38 программам), интернатура — по 6-ти, аспирантура (по 26 специальностям), 3 докторских и 1 кандидатский диссертационный совет. Факультет по своим показателям, качеству знаний студентов считается одним из лучших в Кыргызской Республике. Осуществлены уже 10 выпусков врачей-лечебников, первые выпуски педиатров и стоматологов, а также 8 — клинических ординаторов.
А. Г. Зарифьян является членом республиканского УМО, одним из разработчиков Национальной программы реформирования высшего медицинского образования. Председатель диссертационного кандидатского Совета по специальностям нормальная и патологическая физиология, психиатрия, открытого при факультете решением ВАК России. Неоднократно был рецензентом и оппонентом многих кандидатских и докторских диссертаций по своей отрасли медицинской науки. Возглавляет Филиал Российской Медицинской Ассоциации в Кыргызстане.
Помимо большой научно-педагогической и организаторской работы по подготовке кадров для сферы здравоохранения профессор А. Г. Зарифьян осуществляет активную общественно-просветительскую деятельность — как член Союза писателей Кыргызстана, поэт, бард сценарист, журналист. Ещё в годы студенческой учёбы в Киргизском Госмединституте (1963—1970) он увлекался жанрами КВН, СТЭМ, создал первый в городе студенческий театр эстрадных миниатюр, для которого, помимо стихов, писал разнообразные сценарии, интермедии и т. п. В СССР и позднее получили широкое хождение его поэтические пародии на разнообразные темы физиологической науки.

## Поэзия и авторская песня
Со своими лирическими стихами дебютировал в конце 1960-х годов на страницах газеты «Комсомолец Киргизии».
Первый сборник стихов вышел во Фрунзе в 1983 г. К тому времени Анэс Зарифьян уже приобрёл в СССР известность как бард, автор поэтических песен, которые он пишет с 1979 г. Стал лауреатом многих всесоюзных и региональных фестивалей авторов-исполнителей: Алма-Атинского (1980), Казанского (1981), Чимганских (1981, 1982, 1986), XXV юбилейного Московского слёта (1981), Харьковского (1981), Волгоградского (1981). Затем началась его концертно-исполнительская деятельность, выступления со своими авторскими программами в Ленинграде, Москве, Туле, Калуге, Прибалтике, на Украине, Урале, во всех столицах республик Центральной Азии. В качестве члена жюри, почетного гостя, руководителя творческих мастерских участвовал в региональных (Фрунзе — 1981, Ош — 1986, Вильнюс — 1988. Алма-Ата — 1988, Минск — 1988) и Всесоюзных (Саратов — 1986, Таллин — 1988, Киев — 1990) фестивалях авторской песни, и особенно часто — в знаменитых Грушинских слётах (Самара).
Известный киргизстанский критик Андрей Рябченко отмечает, что:
 «В своей, может быть, главной ипостаси – авторской песне  –  Зарифьян предстаёт бардом-шестидесятником. В его поющихся стихах немало иронии и ёрничества, молодецкой удали борца за правду, готового по дон-кихотски сражаться со злом. Как автор песен он живо чувствует изменения, происходящие в мире, и отзывается на них, размахивая направо и налево доброй иронией-шпажкой, стремясь поразить в самое «сердце» многие негативные явления и руководствуясь в том лишь веленьями совести.
Если бы составлялся список от каждой бывшей советской республики по барду, что могли бы встать в один ряд с  Булатом Окуджавой, Владимиром Высоцким или Александром Галичем, то, несомненно, Киргизию представлял бы Зарифьян». 
По его инициативе в столицу республики приезжали с концертами почти все ведущие барды страны (Вероника Долина, Сергей и Татьяна Никитины, Виктор Берковский, Юлий Ким, Вадим Егоров, Юрий Кукин, Игорь Михалёв, Михаил Володин, поэт Игорь Иртеньев и мн. др.).
Автор 11 поэтических книг («Вопреки небытию»: Стихотворения. — Фрунзе: Кыргызстан, 1983; «Притяжение»: Стихотворения. — Фрунзе: Кыргызстан, 1985; «Неотболевшее»: Стихотворения. — Фрунзе: Адабият. 1990; «Перестройкиада». — Бишкек: Книголюб, 1991; «Поэтические посвящения юбилярам здравоохранения» — Бишкек: ОсОО «Казак», 1999; «Летопись Анэса из Бишкека, сложенная на исходе века вольным поэтическим пером — о великом, грустном и смешном». Книга 1-я. — Бишкек: «Бийиктик», 2001; «Стихотерапия» — Бишкек: ОсОО «Бишкектранзит», 2002 г.; «По жизненным мотивам» — Бишкек: ОсОО «Бишкектранзит», 2004 г.; «Летопись…» Книга 2-я — Бишкек: 2005 г.; «Пока душа не отлетела» — Бишкек: ОсОО «Алтын Тамга», 2006 г.) и песенника «Нет дороге конца». — Фрунзе: Кыргызстан, 1987.
Готовится в печать поэтическо-публицистическая рукопись «От весенней революции до осенней конституции».
Всесоюзной фирмой грамзаписи «Мелодия» были выпущены две пластинки песен А. Зарифьяна: «Алая, белая, чёрная…» (1990 г.) и «Хоть нет на мне креста…» (1992 г.), а студией Ольги Качановой (Алматы) — компакт-диск «Выше голову!».
В феврале 1989 г. был принят в Союз писателей СССР, в настоящее время является членом СП Кыргызской Республики.
В 2012 году вышло в свет его шеститомное собрание сочинений политической сатиры "Киргизстанские хроники", написанной поэтическим языком.
В рецензии, размещённой на "Новой литературе Киргизстана", критик и литературовед Андрей Рябченко пишет:
Зарифьян выступает в данной летописи не только сатириком, но и хроникёром. По его публицистике можно изучать историю Киргизии описываемого периода, ибо перед каждым новым стихотворением даётся прозаическая преамбула, описывающая повод, ставший толчком к появлению стихотворения. В шеститомном собрании сочинений  «Киргизстанские хроники» трудно найти высокую интимную поэзию или изощрённую метафору. Впрочем, жанр и не подразумевает этого. Одно можно сказать с уверенностью: Анэс Зарифьян – то лирик, то поэт-сатирик и медик-физиолог, что иногда высмеивает нас в наших пустых потугах и тщеславных устремлениях – уже давно нашёл своё место в нише современной русскоязычной литературы Киргизстана.
С мая 1999 г. действительный член Международной Академии Информатизации (Москва-Женева).
Вёл в столичной газете «Утро Бишкека» постоянную рубрику по проблемам высшей школы, часто выступает в СМИ республики по различным аспектам реформы здравоохранения и медобразования. Сценарист, а зачастую и режиссёр многих театрализованных представлений: президентских, студенческих балов и форумов, профессиональных праздников медицинских работников, учителей, работников культуры и мн. др.

## Награды
- Орден «Данакер» (1 декабря 2008) — за многолетнюю педагогическую деятельность, заслуги в воспитании и подготовке высококвалифицированных кадров[2].
- Медаль «Данк» (21 октября 2003)[3].
- Заслуженный деятель культуры Республики Кыргызстан (19 мая 1992) — за многолетний добросовестный труд в народном образовании и достигнутые успехи в обучении и воспитании молодёжи[4].
- Заслуженный работник образования Кыргызской Республики (31 декабря 2018) — за существенный вклад в развитие социально-экономического, интеллектуального и духовного потенциала Кыргызской Республики, а также большие достижения в профессиональной деятельности[5].
- Почётная грамота Правительства Кыргызской Республики (1 декабря 2014) — в знак признания заслуг перед Кыргызской Республикой, в честь празднования 20-летия со дня образования медицинского факультета[6].
- Его многолетняя плодотворная научно-педагогическая работа отмечена также почётными знаками «Отличник народного образования Киргизской ССР» (1983), «За успехи в НИРС» (1985), «За отличные успехи в области высшего образования СССР» (1987), «Отличник здравоохранения республики» (1996), почетными грамотами и дипломами Минвузов СССР и Киргизской ССР, Госкомспорта республики, Министерства здравоохранения Кыргызстана (1996).
- Почётный гражданин города Бишкек[7].